# یواس‌اس هدو (اس‌اس-۲۵۵)
یواس‌اس هدو (اس‌اس-۲۵۵) (به انگلیسی: USS Haddo (SS-255)) یک زیردریایی بود که طول آن ۳۱۱ فوت ۹ اینچ (۹۵٫۰۲ متر) بود. این زیردریایی در سال ۱۹۴۲ ساخته شد.